# 菜單

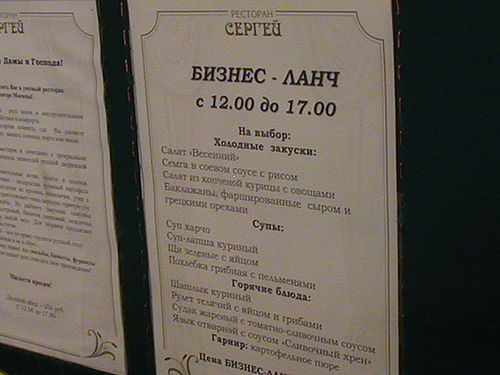
俄羅斯莫斯科一家餐館的商務套餐菜單

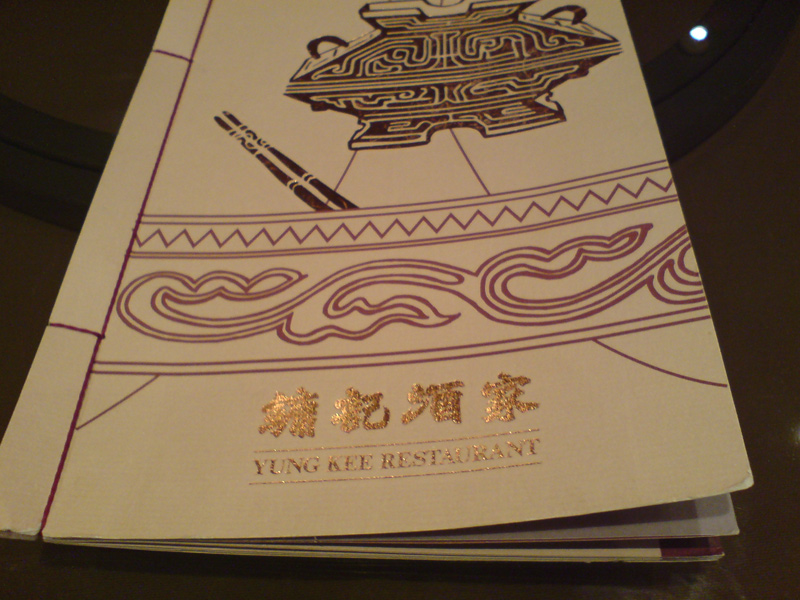
中菜酒家的菜牌

菜單，粵語稱為餐牌、菜牌，是餐廳供顧客在進餐時選擇所進食菜色的工具，一般分套餐或散餐（单点）兩種，然後視乎時間和情況再分門別類。例如西方早餐的菜單可以分為歐陸式早餐 （麵包、咖啡或茶）和英式早餐 （歐陸式早餐再加上雞蛋、肉類、果汁、麥片、牛奶等）兩大類。
有時餐廳買到新鮮的食材 （特別是海鮮）或者有當日特色或特價菜，會在當眼處列出或靠侍應生口耳相傳，提醒食客。

## 歷史
在中國，宋朝（西元960-1279年）初期，商人中产阶级中在城市开店的业主，由于常常在家吃饭的时间不多，所以他们便大胆地在各式各样场所，如庙宇、客栈、茶馆、熟食档、以及做附近的妓院、歌屋、戏班场饮食生意的酒家吃饭；这些旅居中土的外国人，以及那些自全国各地聚居城市的中国人由于烹调方式间的差异，促使做饮食业生意的想尽办法满足种种不同的口味，由此而造成菜单的崛起。
至於在歐洲，菜单最初并非为向客人提供菜肴内容而制作的，而是厨师为了备忘而写的单子，英文为menu。16世纪由法国皇家厨师为了记住意大利菜肴而发明。
於香港，身兼設計師與收藏家John Wu更喜歡收藏舊時的�餐牌包括1970年代的中環希爾頓酒店餐牌、半島酒店Gaddi’s第一代的餐牌、1960年代的手寫晚宴菜單等等。

## 程序
食客看餐牌，選擇點菜餚，侍應為客人寫下，成為「菜單」，之後交給廚房，廚師按菜單的指示烹飪食物。

## 相關
- 食譜是教授烹飪的書籍，不应与「菜單」或「菜牌」相混淆。